# Voetbalkampioenschap van Ravensberg-Lippe 1909/10
In 1909/10 werd het vierde voetbalkampioenschap van Ravensberg-Lippe gespeeld, dat georganiseerd werd door de West-Duitse voetbalbond. 
Osnabrücker BV 05 werd kampioen en plaatste zich voor de West-Duitse eindronde. De club verloor meteen met 9:2 van Duisburger SpV.

## A-Klasse
| Plaats | Club                      | Wed. | W | G | V | Saldo | Ptn. |
| ------ | ------------------------- | ---- | - | - | - | ----- | ---- |
| 1.     | Osnabrücker BV 05         | 12   |   |   |   | 58:21 | 20:4 |
| 2.     | FC Teutonia Osnabrück     | 12   |   |   |   | 50:17 | 18:6 |
| 3.     | VfB 1903 Bielefeld        | 12   |   |   |   | 29:19 | 17:7 |
| 4.     | FC Olympia 1903 Osnabrück | 12   |   |   |   | 44:34 | 16:8 |
| 5.     | 1. FC Arminia Bielefeld   | 12   |   |   |   | 19:26 | 6:18 |
| 6.     | FC 1899 Osnabrück         | 12   |   |   |   | 22:51 | 6:18 |
| 7.     | BV 08 Bad Oeynhausen      | 12   |   |   |   | 5:59  | 1:23 |

|  | Kampioen   |
|  | Degradatie |